# برج القاص
برج القاص  قرية سوريّة تتبع إداريّاً لمحافظة حلب منطقة أعزاز ناحية نبل، بلغ تعداد سكانها 801 نسمة حسب التعداد السكاني لعام 2004.